# Cimetière militaire allemand de Thiaucourt
Le cimetière militaire allemand de Thiaucourt est un cimetière militaire de la Première Guerre mondiale, situé à Thiaucourt-Regniéville dans le département de Meurthe-et-Moselle, en Lorraine.

## Description
Dans ce cimetière reposent les corps de 11 685 soldats allemands. Une fosse commune renferme 2 980 soldats allemands et 2 645 soldats inconnus. Quelques sépultures sont celles de soldats français connus et inconnus.
Quelques dizaines de tombes datent de la guerre de 1870.